# Colibași
Colibași is een Roemeense gemeente in het district Giurgiu.
Colibași telt 3570 inwoners.